# 權能
權能一詞，於不同領域則有不同解釋。

## 政治
- 中山思想(三民主義)的權能區分，人民有權、政府有能。人民之權，可以間接行使，如國民大會；或直接行使，如普選、公投。政府之能，以中華民國為例，包含考試、監察、司法、立法和行政五院。政府之於人民，可類比司機於乘客，總經理於董事長...等。特別注意在三民主義中，純粹的民意機關是國民大會(權者)，非立法院(能者)。
- 政治學上指權力與功能，例如某些國家是行政、立法、司法三權分立，各有其權能。

## 法律
在法律上，「權能」是指權利的作用，經常與权利本身混淆。實體法的權利必須經由程序上的作用以後，方能實現其實體上的效果。
常見的權能包括代位權和撤銷權，它們雖然名為「權」，但卻並非權利，而僅係權利的作用。此外，在中華民國法律中，使用權、收益權與處分權等所有权的權能也常被誤認為權利。